# Enrênement supérieur
Un enrênement supérieur (anglais : overcheck ), enrênement américain, ou de façon erronée fausse rêne, est un enrênement pour les chevaux attelés. Il remplit plusieurs fonctions, telles qu'améliorer le contrôle des chevaux susceptibles de s'emballer, les empêcher de prendre le galop, empêcher l'encapuchonnement, relever la tête et l'encolure, et faciliter la respiration du cheval. Ce type d'enrênement est souvent employé en course de trot attelé. 

## Description

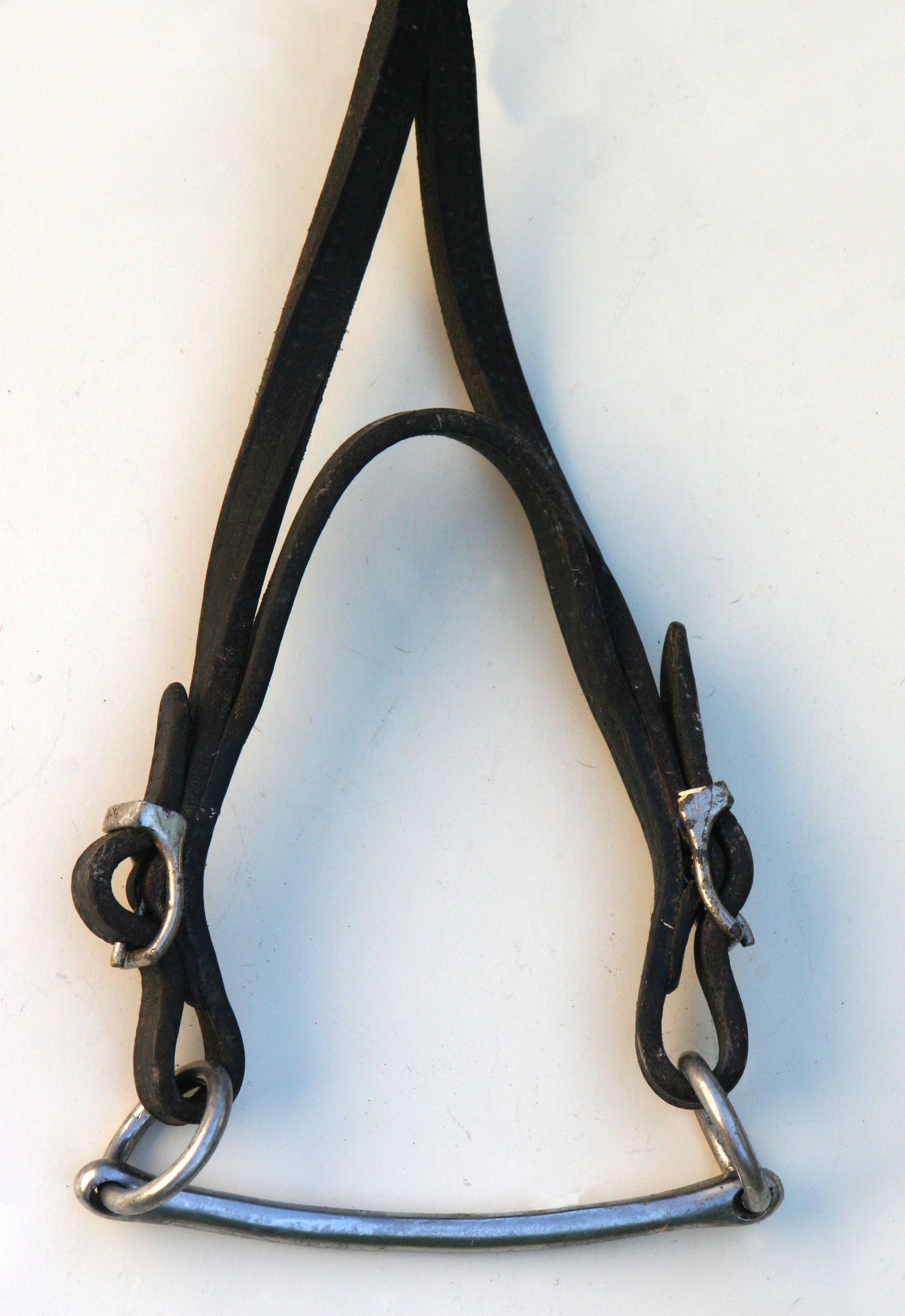
Enrênement supérieur.

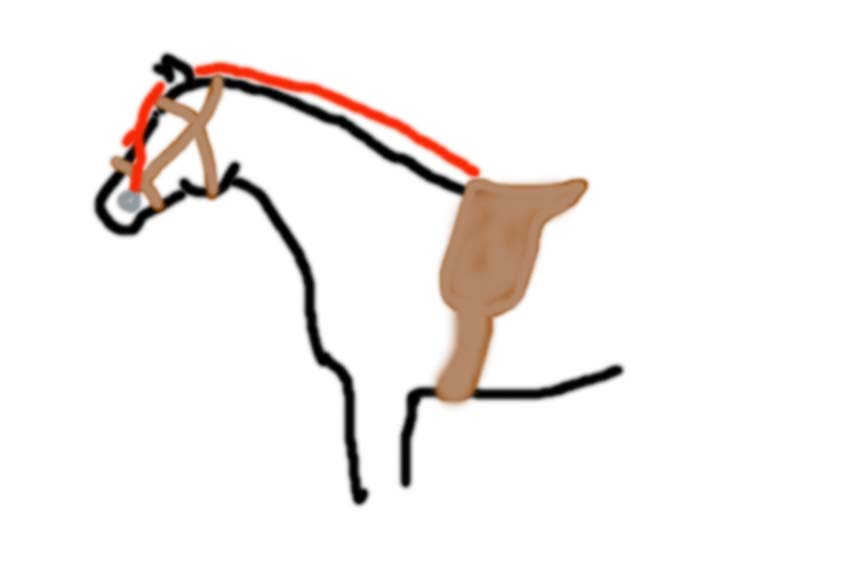
positionnement de l'enrênement supérieur.

L'enrênement supérieur se compose de plusieurs pièces. Un mors mince, généralement en acier (garni ou non de caoutchouc) est relié à une lanière de cuir en forme de fourche, bouclée sur les deux côtés du mors. Cette lanière remonte le long du chanfrein du cheval, passe dans une boucle aménagée dans la têtière de la bride, descend le long du bord supérieur de l'encolure, et se fixe dans le crochet situé sur la sellette.

## Utilisation
En France, les trotteurs attelés portent généralement un enrênement supérieur dans le but de leur garder la tête haute et ainsi d'éviter qu'ils prennent le galop. Si le cheval place la tête trop haut, il est possible d'y ajouter une martingale.